# Wormerveer

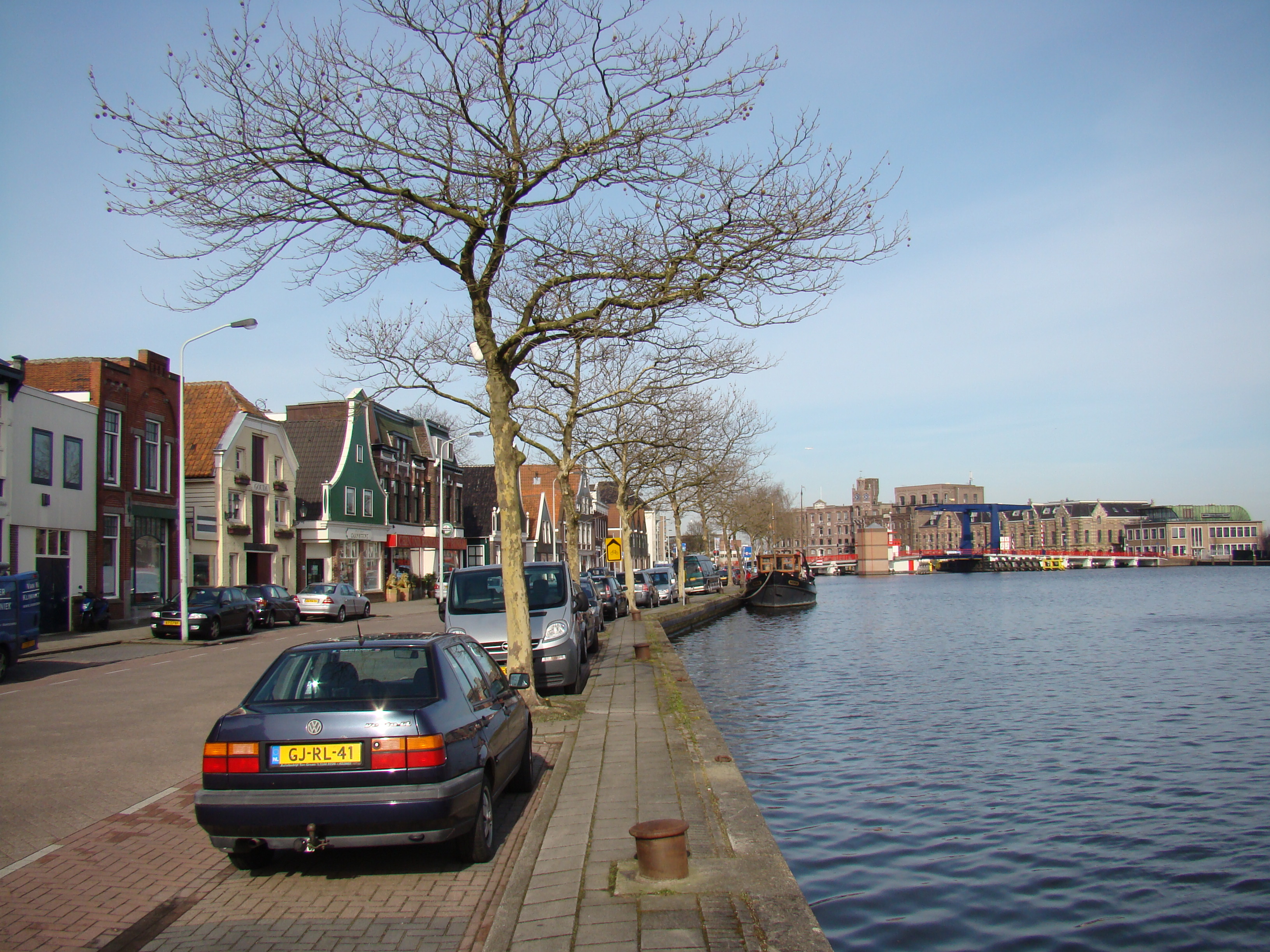
Il fiume Zaan a Wormerveer

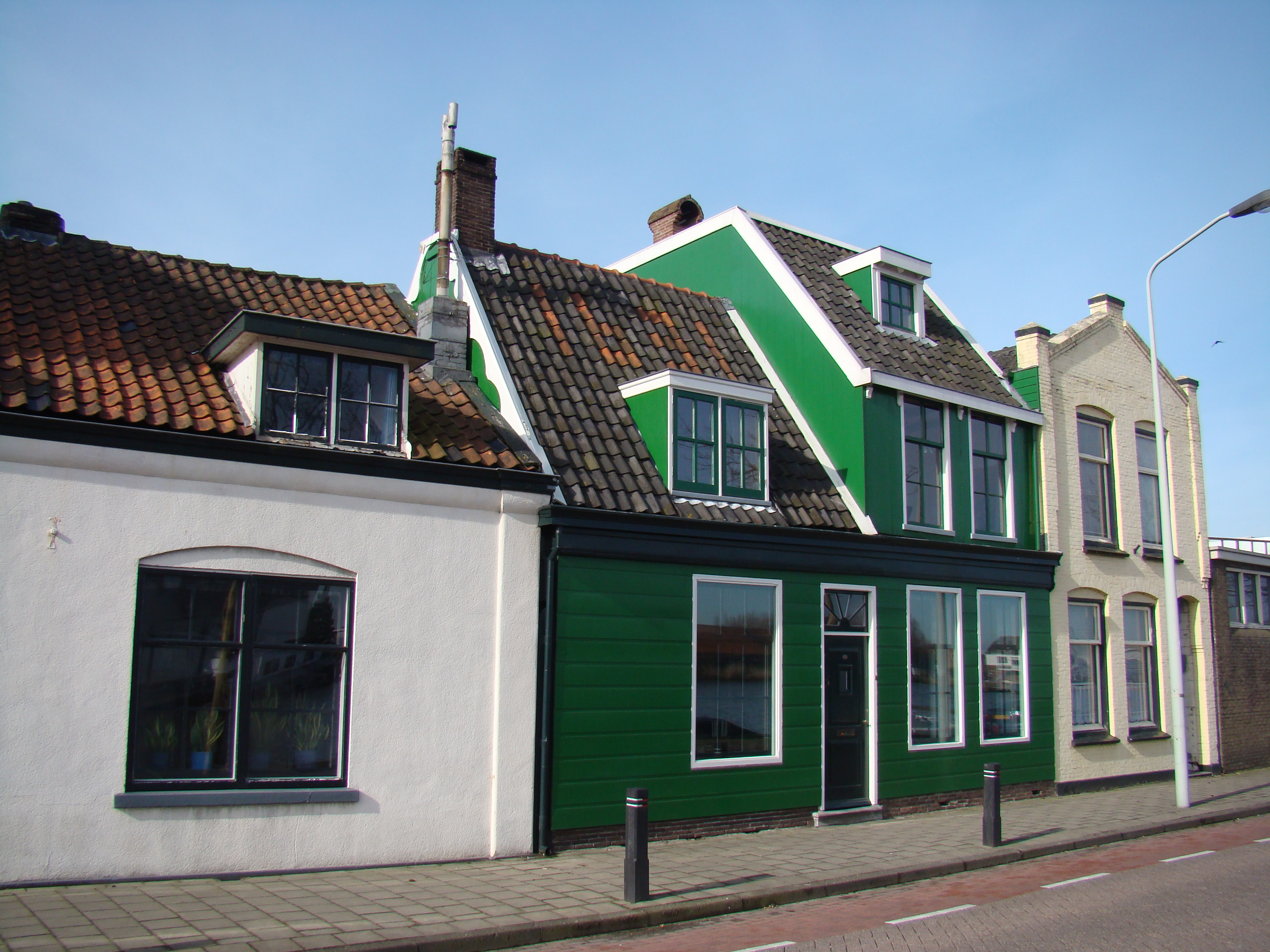
Edifici storici a Wormerveer

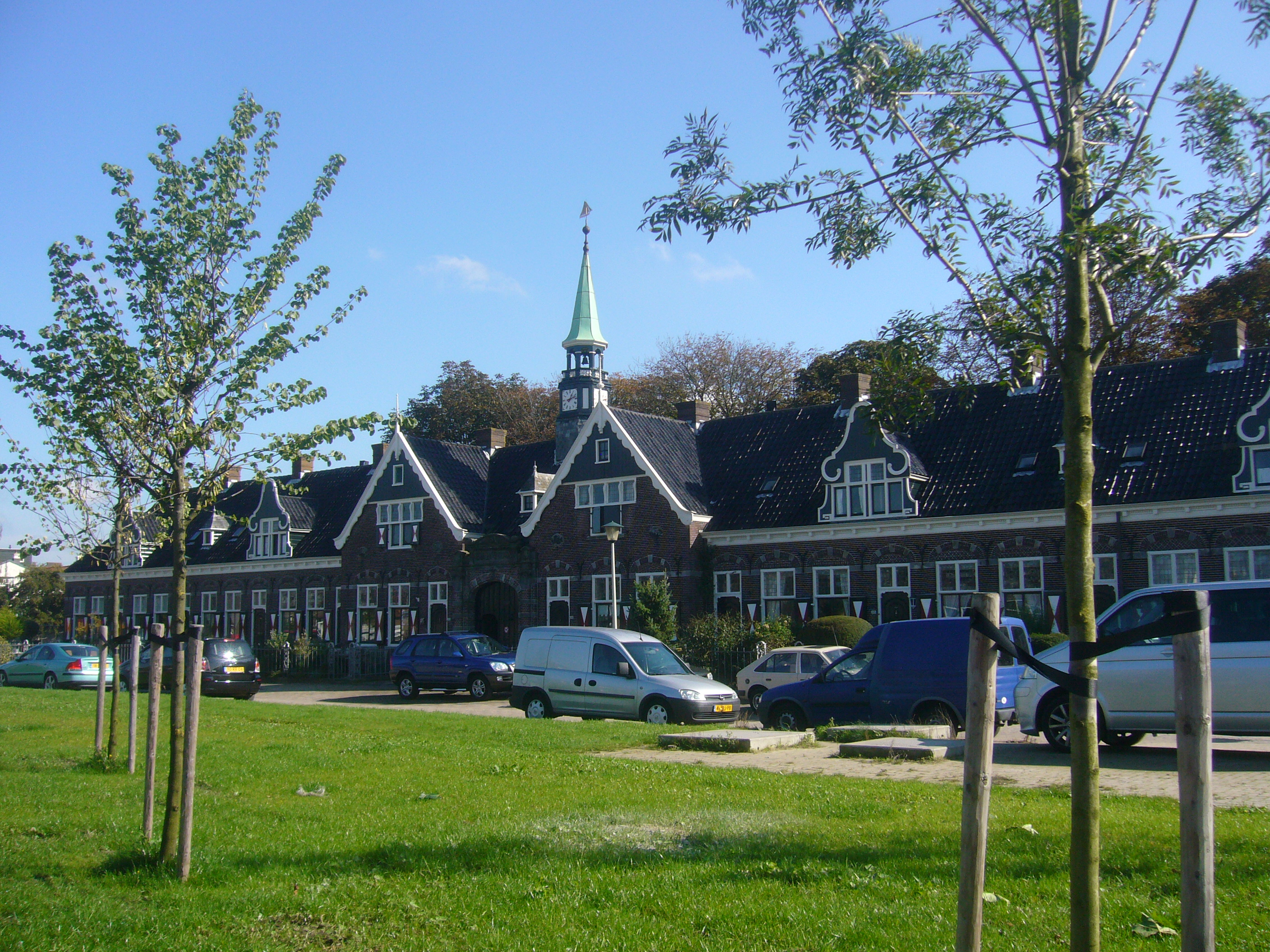
Wormerveer: 't Hof Saenden

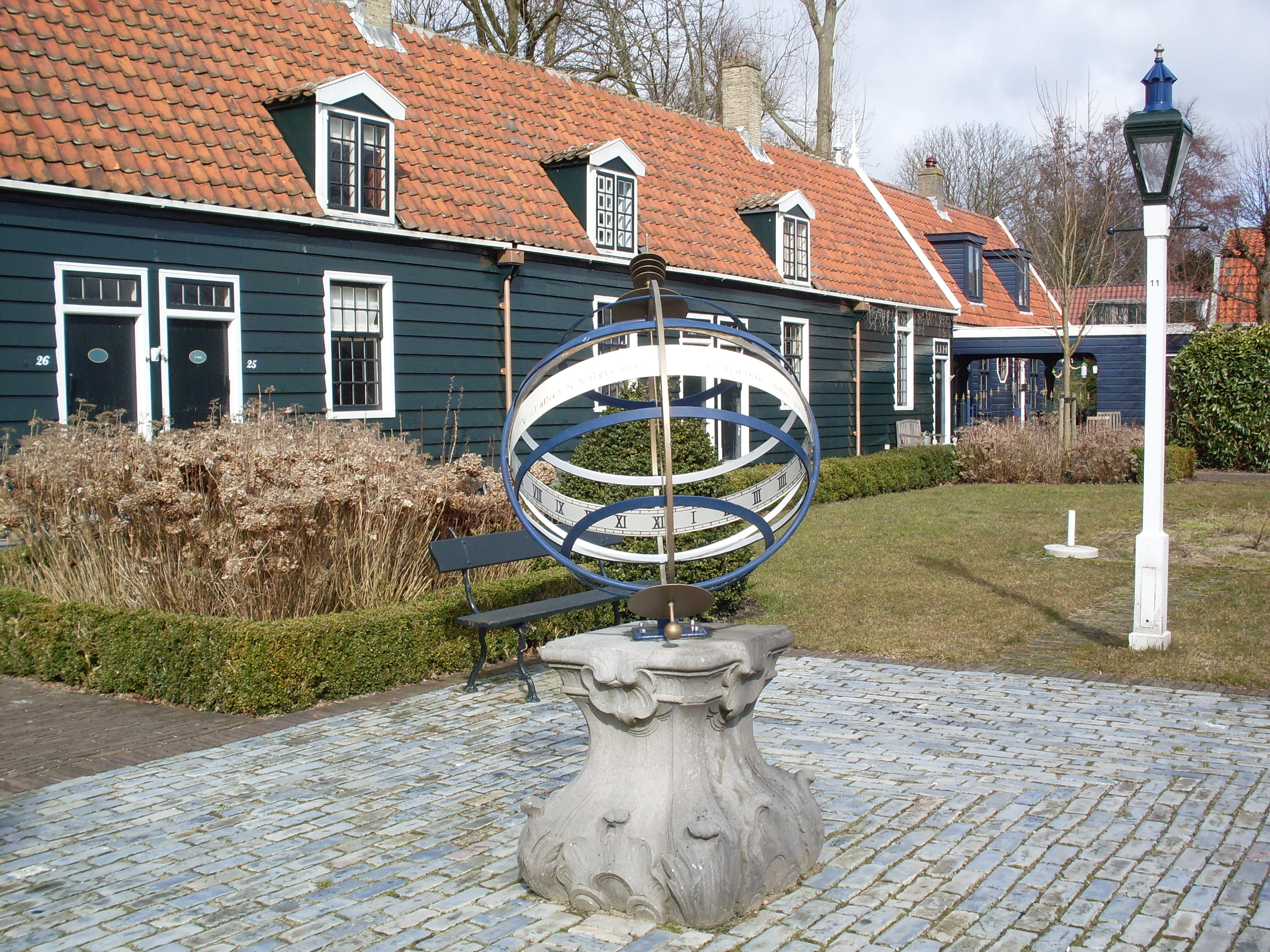
Wormerveer: il "Blauwhofje"

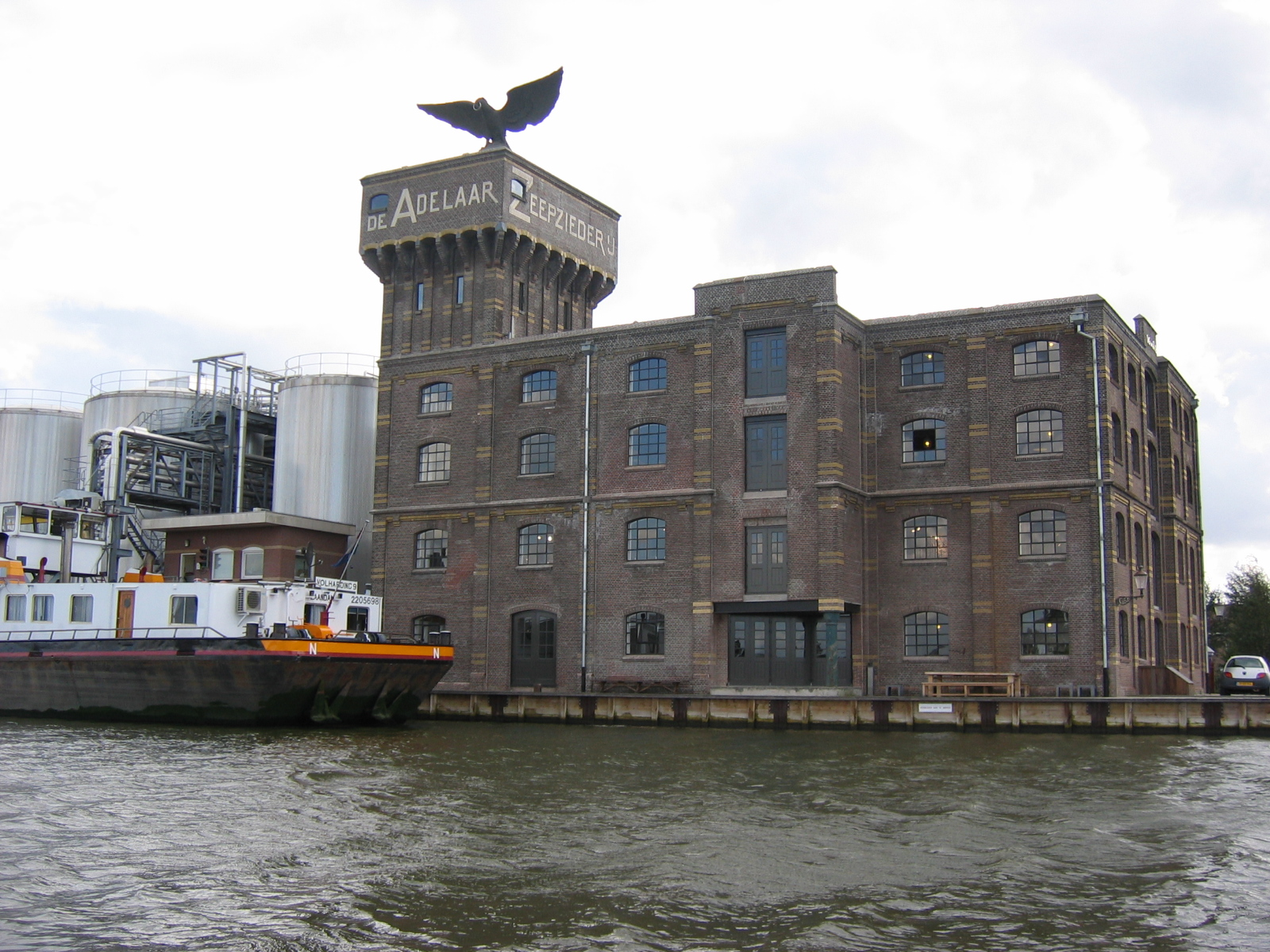
Wormerveer: la storica fabbrica di sapone "De Adelaar"

Wormerveer è una località di circa 11.000 abitanti del nord-ovest dei Paesi Bassi, facente parte della provincia della Olanda Settentrionale e situata lungo il corso del fiume Zaan, nella regione di Zaanstreek. Dal punto di vista amministrativo, si tratta di un ex-comune, dal 1974 accorpato alla municipalità di Zaanstad.

## Geografia fisica
Wormerveer si trova a sud delle località di Krommenie e Noorderveld e a nord/nord-ovest di Zaandijk (rispettivamente a sud della prima e ad est della seconda).

## Storia

### Dalle origini ai giorni nostri
Nel 1503, venne concesso agli abitanti del villaggio il permesso di costruire una cappella cattolica. Sempre nel corso del XVI secolo venne fondato un hofje, 't Saan.
Nel 1574, il villaggio venne distrutto dagli Spagnoli.
Tra il XVII e il XVIII secolo, principali attività di Wormerveer erano la produzione di grano e formaggio.
Wormerveer acquisì quindi lo status di comune nel 1811; la municipalità comprendeva la buurtschap di Westknollendam. All'epoca, Wormerveer faceva parte, assieme ai villaggi di Koog aan de Zaan, Krommenie, Krommeniedijk, Westzaandam e Zaandijk del territorio di Westzaan.
Nel corso del XX secolo, si sviluppò a Wormerveer l'industria grafica.

### Simboli
Nello stemma di Wormerveer è costituito da quattro sezioni, dove sono raffigurati 2 leoni rossi su sfondo bianco e 2 leoni bianchi su sfondo rosso.
Questo stemma deriva da quello di Westsanen e Crommenie.

## Monumenti e luoghi d'interesse
Wormerveer vanta 17 edifici classificati come rijksmonumenten e 30 edifici classificati come gemeentelijke monumenten.

### Architetture religiose

#### Hervormde Kerk
Principale edificio religioso di Wormerveer è la Hervormde Kerk (Chiesa protestante), situata al nr. 21 della Noordeinde e risalente al 1640.
|  |

#### Doopsgezinde Vermaning
Altra chiesa di Wormerveer è la Doopsgezinde Vermaning, situata al nr. 57 della Zaanweg e costruita nel 1831 su progetto dell'architetto H. Springer.

### Architetture civili

#### Wilhelminapark
Altro punto d'interesse di Wormerveer è rappresentato dal Wilhelminapark, aperto al pubblico nel 1897.

#### Blauwhofje
Altro edificio d'interesse è il Blauwhofje, un hofje situato al nr. 22 della Hennepad e fondato da Dirk Blauw tra il 1765 e il 1766.

#### 't Hof Saenden
Altro rijksmonument di Wormerveer è 't Hof Saenden, un complesso di 10 edifici abitativi per lavoratori situato sulla Billitonkade e fondato tra il 1915 e il 1916.
|  |

#### De Adelaar
Altro rijksmonument di Wormerveer è l'edificio della fabbrica di saponi De Adelaar, costruito nel 1896 e ricostruito dopo un incendio nel 1906 su progetto degli architetti J.P.F. van Rossem en W.J. Vuijk.

## Società

### Evoluzione demografica
Al censimento del 2018, Wormerveer contava una popolazione pari a 11.333 abitanti. 
Dal 2013, quando contava 10.566 abitanti, la località ha conosciuto un progressivo incremento demografico.

## Sport
- La squadra di calcio locale è l'SV Fortuna Wormerveer, club fondato nel 1906, di cui esiste sia la sezione maschile (amatoriale) che quella femminile[14]